# Brigitte Rieger-Jähner
Brigitte Rieger-Jähner (* 1949 in Berlin) ist eine deutsche Kunsthistorikerin, Museumsdirektorin, Kuratorin, Kustodin und Autorin. Sie war langjährige Leiterin des Museums Junge Kunst in Frankfurt (Oder). 

## Leben

### Kindheit und Jugend
Als Tochter des Kunsthistorikerehepaares Brigitte Jähner und Horst Jähner wuchs sie in Berlin-Köpenick als Einzelkind auf. Seit 1964 lebte die Familie in Dresden, wo der Vater als Leiter im Verlag der Kunst arbeitete und als Honorarprofessor für Kunstgeschichte an der Kunstakademie Dresden tätig war. In ihrem Elternhaus traf Brigitte Jähner Künstler, Verleger und Autoren, die für den Verlag der Kunst publizierten.

### Ausbildung
Nach dem Abitur war sie von 1968 bis 1970 in der Galerie Neue Meister in Dresden als Volontärin tätig. Sie studierte von 1970 bis 1974 an der Humboldt-Universität Berlin Kunstgeschichte und Archäologie, legte an dieser das Staatsexamen ab und schrieb ihre Diplomarbeit zum Thema Anton von Werner als Maler und Kunstpolitiker. Da sie während ihrer Schulzeit weder Mitglied der Pionierorganisation Ernst Thälmann noch der FDJ war, auch als Studentin keiner dieser Organisationen angehörte und auch nicht bereit war, in die SED oder eine Blockpartei einzutreten, blieben für sie Tätigkeiten in Kunstmuseen Berlins, Dresdens oder Leipzigs ausgeschlossen. 1975 zog sie nach Frankfurt (Oder), wo sie als wissenschaftliche Mitarbeiterin der Galerie (ab 1994 in Museum Junge Kunst umbenannt) Junge Kunst als Kustodin und Kuratorin arbeitete.
Sie promovierte 1982 an der Humboldt-Universität Berlin zum Thema Der Maler und Grafiker Hans Jüchser. Ein Beitrag zur Dresdner Kunstentwicklung im 20. Jahrhundert. 1983 erarbeitete sie das Œuvre von Hans Jüchser, in dem 2046 Arbeiten von ihr belegt werden konnten.
Nach ihrer Hochzeit 1985 mit dem Arzt Christian Rieger habilitierte sich Brigitte Rieger-Jähner 1990 an der Ernst-Moritz-Arndt-Universität Greifswald zum Thema Aspekte der neusachlichen Malerei bis 1933. Der deutsche Beitrag zur wechselvollen Geschichte einer umstrittenen Stilkategorie.

### Berufstätigkeit
1990 wurde sie Direktorin der Galerie Junge Kunst in Frankfurt (Oder). Sie veränderte deren Struktur dahingehend, dass von nun an allein die ästhetische Qualität, verbunden mit Momenten der Innovation und der Verortung der Künstler, ausschlaggebend für die Ankäufe und Schenkungen wurden. Als Voraussetzung hierfür mussten die Künstler von nun an nur einen unbestimmten Zeitraum, der sich von einigen Monaten bis zu Jahrzehnten erstreckte oder dauerhaft war, in Ostdeutschland, d. h. auf dem Territorium der ehemaligen DDR gelebt und gearbeitet haben. Die Ständige Ausstellung wurde von ihr abgeschafft, dafür fanden ab 1975 jährlich 4- bis 8-wöchige Präsentationen zu den unterschiedlichsten Themen statt. Bis 2006 beteiligte sie sich an diesen Ausstellungen, wenn Gemälde, Zeichnungen und Aquarelle gezeigt wurden. Neben der Arbeit als Direktorin war sie auch als Kustodin für die Bereiche der Malerei, Zeichnungen und Aquarelle zuständig. Weiterhin war sie als Kuratorin, Autorin und für die Öffentlichkeitsarbeit tätig. Neben Personal- und Gruppenausstellungen mit Arbeiten von Künstlern aus den Alten und Neuen Bundesländern kuratierte sie in umfangreichen Personalausstellungen Werke von Künstlern, die die DDR verlassen wollten und mussten, zugleich aber aus ihrer Sicht unverzichtbar für die Sammlung waren. Aber auch Weltkunst, ob in Personal-, Gruppen- oder thematischen Ausstellungen wurden gezeigt.
1994 wurde sie Lehrbeauftragte der kulturwissenschaftlichen Fakultät an der Europa-Universität Viadrina im Fach Kunstgeschichte, wo sie 1998 eine Honorarprofessur erhielt.
2001 übernahm sie die Direktion des Städtischen Museums Viadrina, das mit dem Museum Junge Kunst fusioniert wurde. Die offizielle Bezeichnung der Museen lautete seither: „Städtische Museen Junge Kunst und Viadrina“. Im Museum Viadrina kuratierte sie zwei stadthistorische Ausstellungen und eine Filmausstellung mit regionalem Bezug.
2014 wurde sie in den Ruhestand verabschiedet.

### Kuratorentätigkeit
Von 1975 bis 2014 kuratierte Brigitte Rieger-Jähner über 100 Kunstausstellungen, darunter auch die erste Kunstpräsentation im (neuen) Landtag Brandenburg (2014) in Potsdam. Sie war an Buchpublikationen beteiligt, schrieb zahlreiche Katalogtexte, unter anderem in vier über Sponsoring finanzierten Katalogbüchern zur Sammlung des Museums Junge Kunst gemeinsam mit ihrem Stellvertreter A. Hauer, sowie Artikel.

### Eigenständige Publikationen (Auswahl)
- 10 Junge Künstler aus Karl-Marx-Stadt. Gemälde, Grafik, Plastik, Frankfurt (Oder) 1976
- Hans Jüchser, Reihe: Maler und Werk, Magdeburg 1980
- Meisterwerke deutscher Romantik, Malerei, aus dem Besitz der Staatlichen Kunstsammlungen Dresden, Gemäldegalerie Neue Meister, Frankfurt (Oder) 1982
- Wolfgang Mattheuer, Grafik, Frankfurt (Oder) 1984
- Walter Libuda, Betten, Malerei, Arbeiten auf Papier (Werkstatt Junge Kunst Nr.1), Frankfurt (Oder) 1985
- Nuria Quevedo, Berlin, Grafik, Zeichnungen, Aquarelle, Gouachen, Dresden 1985
- Joan Miró, Druckgrafik, Dresden 1987
- Stefan Plenkers, Dresden, Malerei, Zeichnungen, Dresden 1988
- Werner Knaupp, Ernhofen bei Nürnberg, Kreuzweg II, (1978/88), Bildfolge; Zeichnungen, Gouachen aus dem Besitz der Städtischen Museen Heilbronn, Heilbronner Museumskatalog Nr. 42, Reihe Städtische Galerie Sammlerdokumentation „Zyklen“ (I), (Vorwort: A. Pfeiffer), Reutlingen 1992, (ISBN 3-921638-36-4)
- Zwischen Expressivität und Sachlichkeit. 15 Künstlerinnen der neuen Bundesländer. Malerei, Plastik, Objekte, Installationen, Zeichnung, Grafik, (Mitautorin), Berlin 1993
- A. R. Penck, Malerei, Objekte, Keramik, Skulptur, Grafik, Zeichnungen entstanden zwischen 1963 und 1993, Frankfurt (Oder) 1994
- Wolfgang Smy, Gemälde, Zeichnungen, Objekte entstanden zwischen 1981 und 1995,  Frankfurt (Oder) 1995
- Gil Schlesinger, München, Malerei, Grafik, Zeichnungen, Collagen, Installation, entstanden zwischen 1973 und 1993, Frankfurt (Oder) 1995
- Wolfgang Leber, Figur und Raum, (mit M. Flügge), Berlin 1996 (ISBN 3-929473-12-7)
- Alfred Kubin, Die andere Seite (1), Zeichnungen, Druckgrafik aus der Sammlung Otto Mauer, Besitz des Dommuseums Wien, (Vorworte: Gerda und Gerhard Ederndorfer), Eisenhüttenstadt 1997
- Anna Werkmeister, Aggregate / Zeugnisse. Malerei, Skulptur, Videoinstallationen, C-Prints, Berlin 2006
- Das spätgotische Antichristfenster, eine biblische Botschaft im Zusammenspiel von Glas, Farbe und Licht, (Mitautorin), Frankfurt (Oder) 2007
- Moritz Götze, Die Legende vom Antichrist, Reihe: Maler und Werk, Halle 2009 (ISBN 978-3939468-41-7)
- Klaus Killisch, a long strange trip, Berlin 2009
- Vom Ende der Zeit. Totentanz im Wandel der Geschichte, (Hrsg.: Domvikar Dr. Norbert Jung; Vorwort: Dr. Norbert Jung), Münsterschwarzach 2011, S. 7–15
- Salvador Dalí, „Weiche Schädel und Schädelharfe“. Aquarelle, Handzeichnungen, Druckgrafik zur Weltliteratur (1930-1980), (mit R. H. Mayer), Frankfurt (Oder) 2014

## Auszeichnungen
- 2014: Leopold-Medaille des Rotary Clubs Frankfurt (Oder)
- 2014: Verdienstkreuz am Bande des Verdienstordens der Bundesrepublik Deutschland